# Перекаль (Захаровский район)
Перекаль — деревня в Захаровском районе Рязанской области, входит в состав Большекоровинского сельского поселения.

## География
Деревня расположена на берегу реки Осётр на границе с Московской областью в 16 км на запад от центра поселения села Большое Коровино и в 39 км на северо-запад от райцентра села Захарово.

## История
В приправочных книгах 1616 года и в выписи с платежной Рязанской книги И. Львова 1628 года Перекаль значится деревней разделенной между князьями Григорием Петровичем Гагариным и «Микишей княж Микишиным сыном Гагарина». По окладным книгам 1676 года Перекаль значится уже селом с Никольской церковью, при которой значилось 70 дворов приходских, в том числе 5 дворов боярских. 8 октября 1764 года поп Алексей просил об освящении вместо прежней сгоревшей новой деревянной Никольской церкви, которая существовала до 1834 года.  
В XIX — начале XX века деревня входила в состав Окуньковской волости Михайловского уезда Рязанской губернии. В 1905 году в селе было 110 дворов.
С 1929 года деревня являлось центром Перекальского сельсовета Больше-Коровинского района Рязанского округа Московской области, с 1937 года — в составе Рязанской области, с 1956 года — в составе Захаровского района, с 2005 года — в составе Большекоровинского сельского поселения.

## Население
| 1859 | 1905 | 2010 | 2023 |
| ---- | ---- | ---- | ---- |
| 476  | ↗854 | ↘5   | ↘2   |